# Trilogy (The Weeknd)
Trilogy is een verzamelalbum van de Canadese zanger The Weeknd. Het werd uitgebracht op 13 november 2012 via XO en Republic Records. Het is samengesteld uit geremasterde versies van zijn mixtapes uit 2011 House of Balloons, Thursday en Echoes of Silence en drie niet eerder uitgebrachte nummers.
Trilogy werd over het algemeen gunstig beoordeeld door recensenten. Het werd gepromoot met drie singles en een concerttournee van The Weeknd van september tot november 2012. Het album bereikte nummer vijf en nummer vier in Canada en de Verenigde Staten.

## Achtergrond
In 2011 bracht The Weeknd een reeks mixtapes uit – House of Balloons, Thursday en Echoes of Silence – en kreeg zowel lovende kritieken als een groeiende schare fans. De mixtapes werden voornamelijk opgenomen met producers Doc McKinney en Illangelo, in Dream House en de Site Sound Studios in Toronto. The Weeknd bracht de mixtapes online uit als gratis digitale downloads op zijn eigen website.
In september 2012 tekende The Weeknd bij Republic Records een gemeenschappelijke afspraak met zijn eigen label XO. De mixtapes werden vervolgens geremasterd en gecompileerd voor Trilogy, samen met drie niet eerder uitgebrachte nummers die werden opgenomen in de Liberty Studios in Toronto. "Twenty Eight", "Valerie" en "'Till Dawn (Here Comes the Sun)" werden opgenomen als bonustracks aan het einde van elk van de drie delen van de compilatie.
Om de muziek van de mixtapes opnieuw uit te brengen voor de detailhandel, moest The Weeknd toestemming krijgen van de andere artiesten die hij oorspronkelijk had gesampled voor bepaalde nummers, waaronder Beach House voor "The Party & the After Party" en Siouxsie and the Banshees voor "House of Balloons / Glass Table Girls"; de sample van Aaliyahs "Rock the Boat" op "What You Need" werd uitgesloten van Trilogy.

## Promotie
Een muziekvideo bij het nummer "Rolling Stone" werd uitgebracht op 3 oktober 2012 om de release van het album te promoten. The Weeknd beluisterde het album op 24 oktober tijdens een luisterfeestje in New York. Het was zijn eerste grote media-evenement.
De video voor zijn eerste officiële single van Trilogy, een vernieuwde versie van "Wicked Games", werd slechts enkele weken later op 18 oktober 2012 opnieuw via zijn website uitgebracht. Chris Martins van Spin beschrijft de video: "De clip is bijna een vervolg op de eveneens geschoten "Rolling Stone"-video, waarin een vrouw die over de rug van de zangeres is gedrapeerd op mysterieuze wijze verdwijnt aan het einde van het nummer. Deze keer opent het schot op een dansend model, maar haar schaduw verwazigt al snel weg van haar lichaam en kwelt Tesfaye tot het einde van de track".
De eerste single "Wicked Games" werd uitgebracht op 22 oktober 2012. Het nummer kwam binnen op nummer 43 op de Canadese Hot 100, bereikte nummer 53 op de Amerikaanse Billboard Hot 100 en nummer 13 op de Amerikaanse Hot R&B/Hip-Hop Songs.
Zijn vierde video-release, en de derde om Trilogy te promoten, was voor "The Zone", een samenwerking met mede-muzikant uit Toronto, rapper Drake . Er gingen al maanden geruchten over deze video en het was een populair nummer gezien de medewerking van OVOXO, een groep gevormd door Drake en The Weeknd. De video werd gepubliceerd op 7 november 2012 en wordt beschreven door de muziek blog Pretty Much Amazing 'als het hebben van "een heleboel camera obscura-effecten, een bos van veelkleurige ballonnen, lens flare waar JJ Abrams jaloers van zou worden, een vrouw dansen in kanten lingerie en Drake. Het is een passende video – de film noir, Twin Peaks-achtige sfeer past perfect bij de subtiele sexy-griezelige energie van de track".
De tweede single "Twenty Eight" werd uitgebracht op 13 november. The Weeknd toerde in september tot november 2012. "The Zone" werd drie dagen later uitgebracht als de derde en laatste single van het album.
Met Trilogy nu op iTunes en in de winkels, wendde The Weeknd zich tot zijn vijfde officiële video, een van zijn drie nieuwe releases van zijn debuut, "Twenty Eight". Uitgebracht op 13 februari 2013 en geregisseerd door de opkomende visionair Nabil Elderkin (sommigen kunnen overeenkomsten zien met de video "Piramides" van Frank Ocean, die hij ook regisseerde). Simren Bolaria van muziekblog Earmilk beschrijft de video: "Ver van zijn voormalige anti-media-internetpersonage waar geen gezicht aan te koppelen was, gaat een afgeleide Abel Tesfaye zitten voor een grijs en sombere televisie-interview met een buitenlandse journalist terwijl een spookachtig hologrammeisje in bed naar het interview kijkt. Hij staat onder toezicht – de crew kijkt toe, het hologrammeisje kijkt toe en de verslaggever praat tegen hem, dus hij valt in een soort mentale afwezigheid. The Weeknd blijft terugglijden in zijn alternatieve wereld vol met strippers waar de lichten flitsen, de strippers niet moe worden, het decor decadent is en hij zelf kan kijken, met een camera in de hand natuurlijk. De grens tussen wat echt is en wat je je voorstelt is vaag, maar één ding is duidelijk: deze video is absoluut NSFW".